# John Grieb
John William Grieb (Filadelfia, 13 novembre 1879 – Filadelfia, 10 dicembre 1939) è stato un ginnasta e multiplista statunitense.

## Carriera
Grieb partecipò ai Giochi olimpici di Saint Louis 1904, dove vinse la medaglia d'oro nel concorso a squadre di ginnastica e la medaglia d'argento nel triathlon. Alla stessa Olimpiade giunse cinquantaduesimo nella gara di concorso generale individuale, novantesimo nella gara di concorso individuale a tre eventi e sesto nella gara di all around di atletica leggera.

## Palmarès
In carriera ha conseguito i seguenti risultati:
- Giochi olimpici

St. Louis 1904: oro nel concorso a squadre di ginnastica ed argento nel triathlon.